# Chartres
Chartres är en stad och kommun i departementet Eure-et-Loir i regionen Centre-Val de Loire strax norr om centrala Frankrike. Chartres är huvudort i departementet Eure-et-Loir. År 2022 hade Chartres 37 990 invånare.
Här ligger Katedralen i Chartres. Chartres är en landsortsstad i Loiredalen, vid floden Eure (120 km från Charles-de-Gaulleflygplatsen och 80 km sydväst om Paris). Staden ligger 170 meter över havet. Chartres betraktas också som parfymens huvudstad. Staden är även biskopssäte.

## Befolkningsutveckling
Antalet invånare i kommunen Chartres
Referens:INSEE

## Galleri

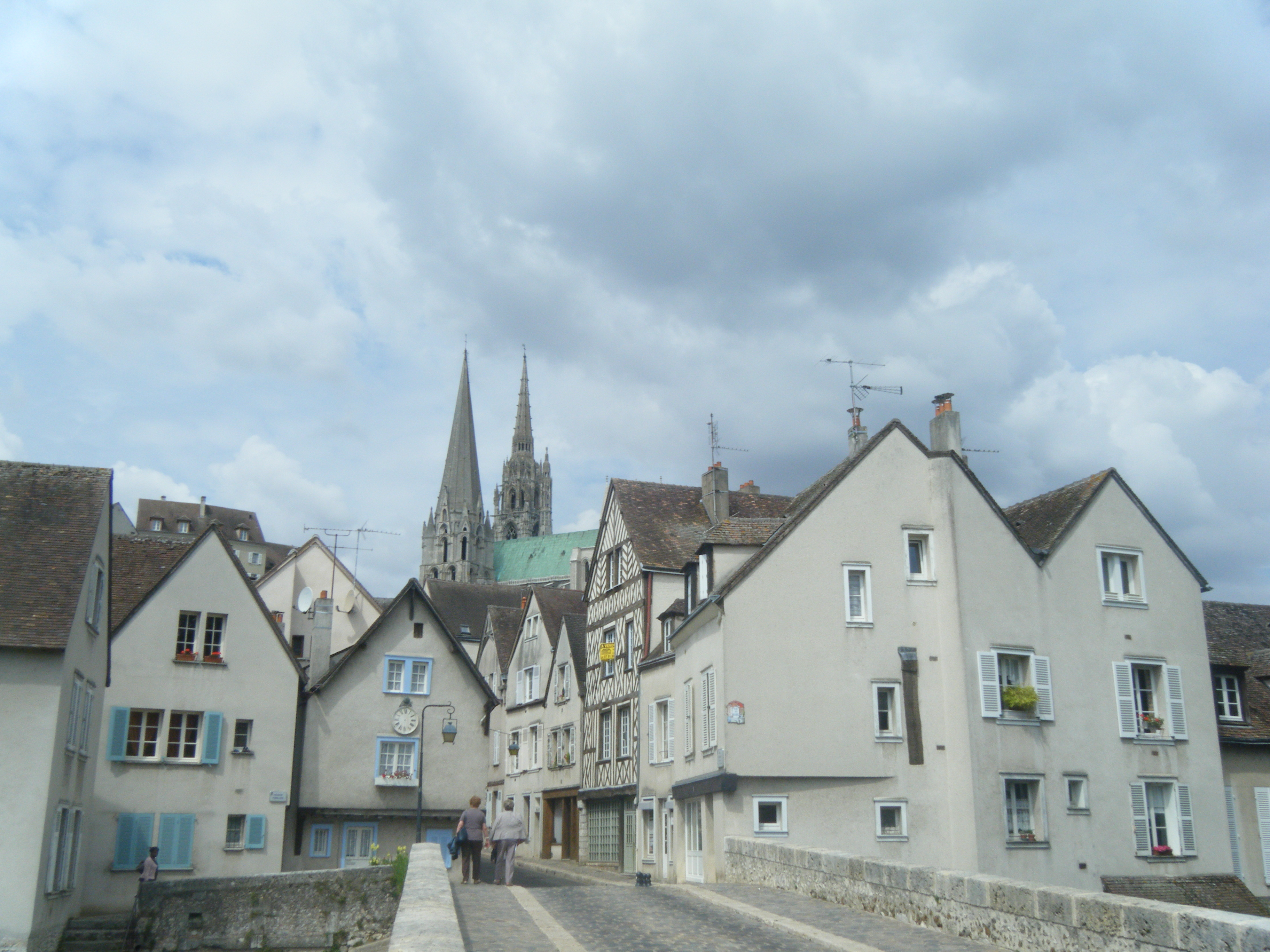
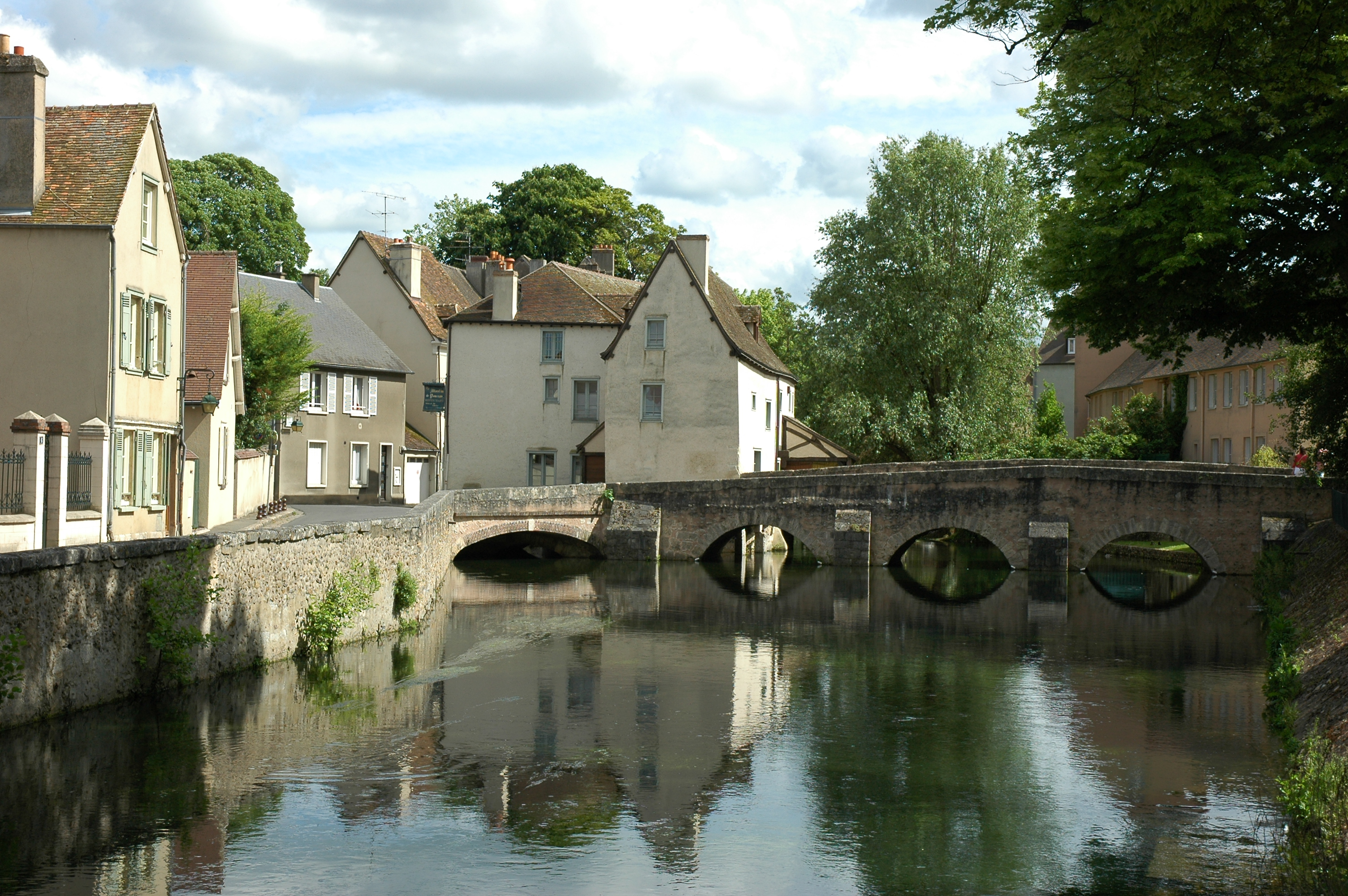
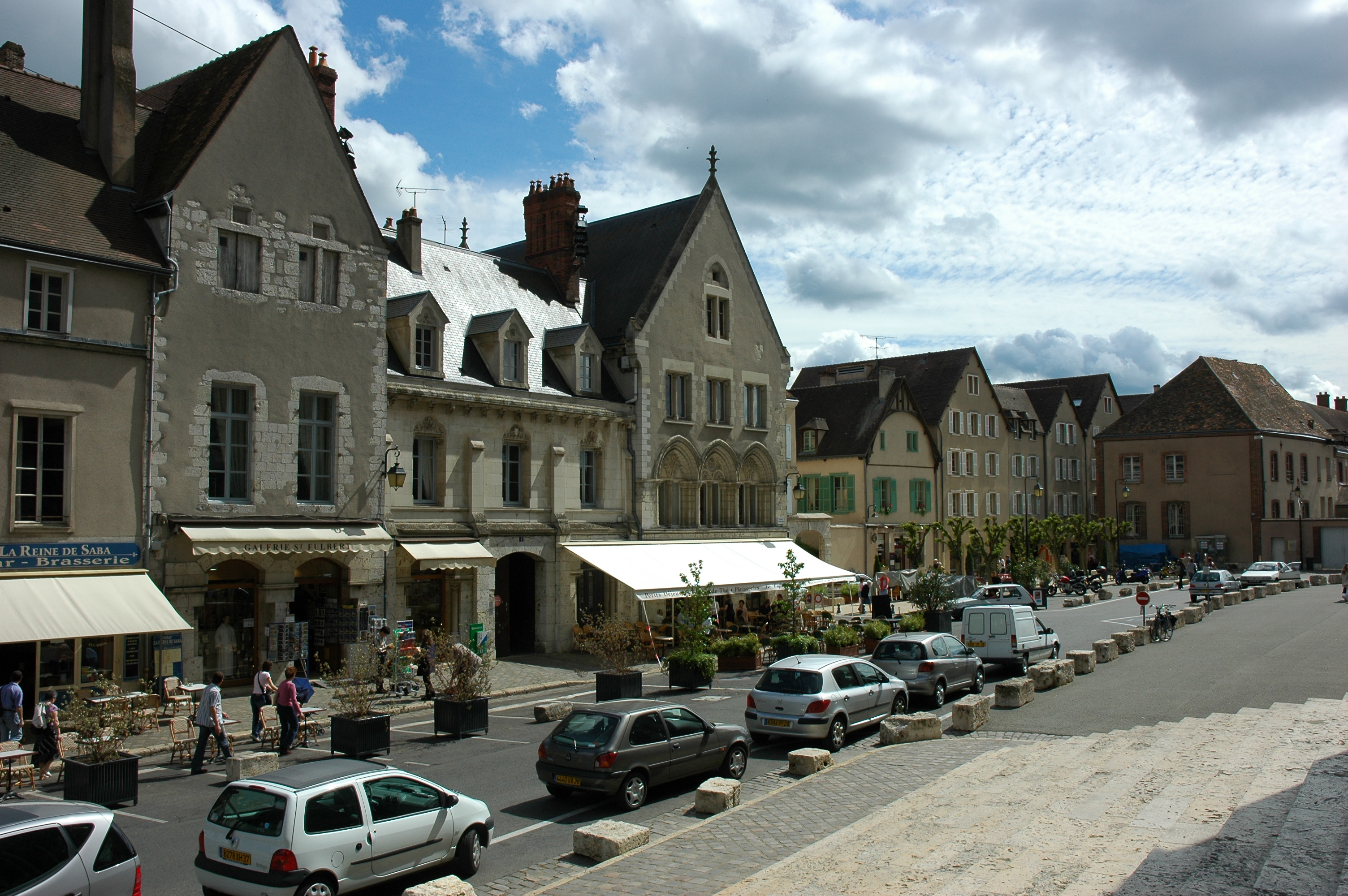
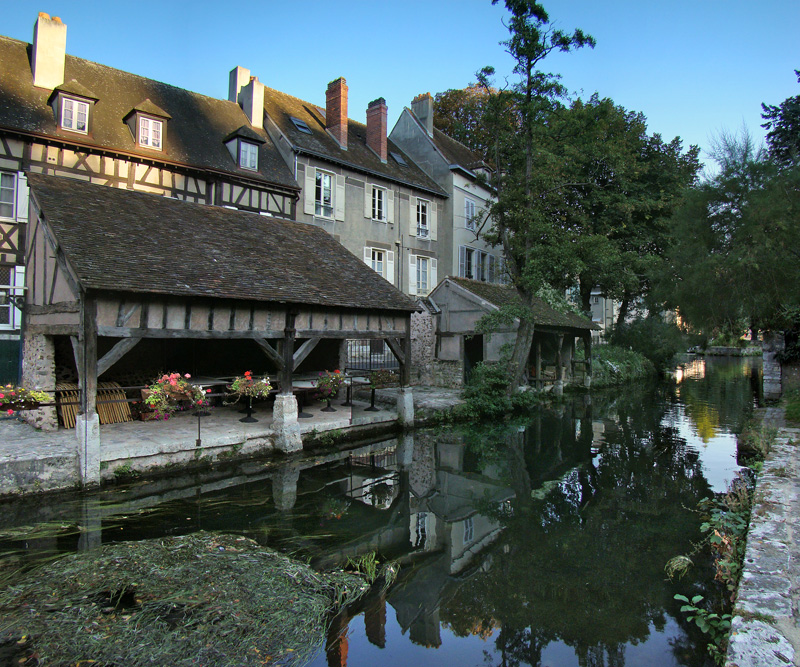
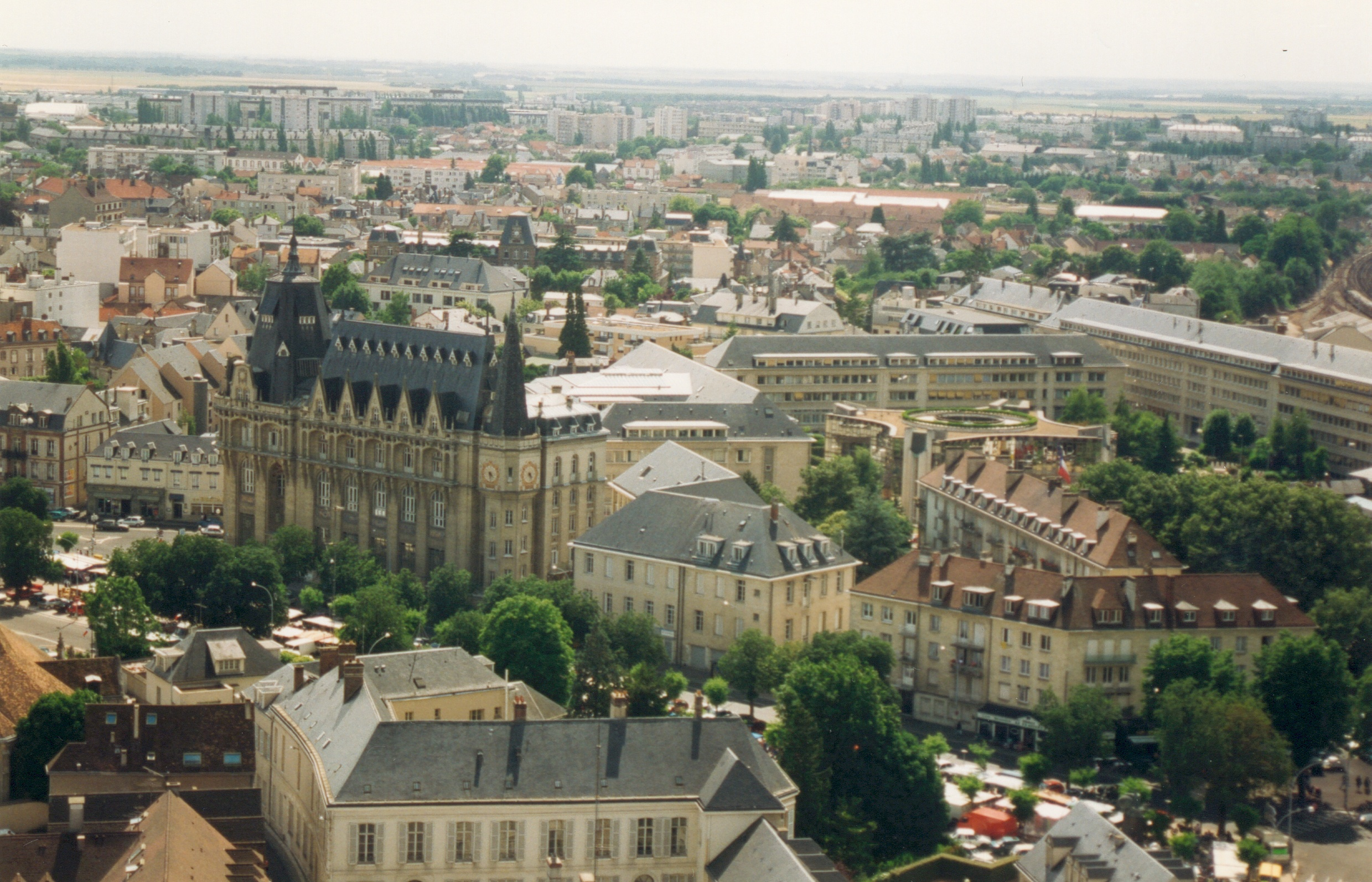
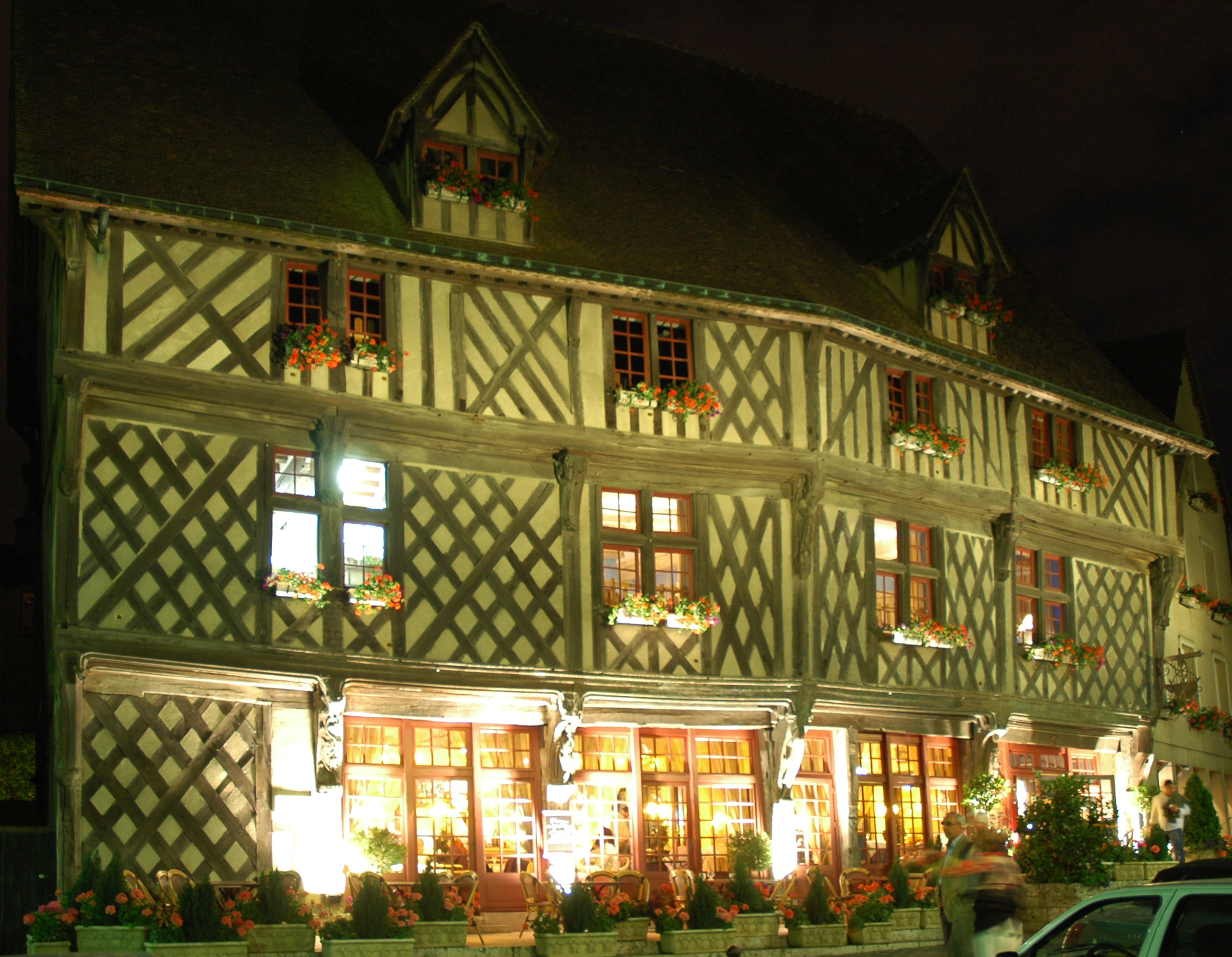